# Messwert
Ein Messwert ist der Wert einer Messgröße, der von einem Messgerät oder einer Messeinrichtung geliefert wird.

## Angabe eines Messwertes
Der Messwert wird für eine quantitative Aussage über eine Messgröße bestimmt, das ist diejenige physikalische Größe, der die Messung gilt (DIN 1319). Der spezielle Wert der Messgröße wird durch das Produkt aus Zahlenwert und Einheit ausgedrückt (auch DIN 1313).

### Einheit
Einheiten, zur Unterscheidung oft Maßeinheiten genannt, sind international vereinbarte, national gesetzlich festgelegte und in DIN 1301 in die Normung aufgenommene Werte von physikalischen Größen mit dem Zweck, dass alle anderen Werte dieser Größe als Vielfaches der Einheit anzugeben sind.

### Zahlenwert
Nach DIN 1301 sollen Zahlenwerte zwischen 0,1 und 1000 liegen. An Stelle größerer oder kleinerer Werte sollen Vorsätze für Maßeinheiten verwendet werden, die ebenfalls in der Norm aufgelistet sind.
Beispiele
| Statt                   | soll geschrieben werden |
| 20 000 m oder 2 · 104 m | 20 km                   |
| 0,002 m oder 2 · 10−3 m | 2 mm                    |
| 2,2 · 10−10 F           | 0,22 nF oder 220 pF     |

Dabei soll die höchstwertige Stelle, die von Fehlergrenze oder Messunsicherheit (siehe unten) betroffen ist, die Einerstelle oder eine Nachkommastelle sein (DIN 1333); dadurch werden nur signifikante Stellen angegeben.
Beispiele
| Statt         | soll geschrieben werden     |
| (220 ± 40) pF | (0,22 ± 0,04) nF            |
| (220 ± 4) V   | (keine Änderung angebracht) |

## Kommunikation eines Messwertes
Der Messwert kann an das menschliche Auge kommuniziert werden:
- bei analogen Messverfahren vorzugsweise durch eine Skalenanzeige; aus einem Kontinuum von (reellen) Werten wird ein Zahlenwert abgelesen, der zusammen mit der auf der Skale anzugebenden Einheit den Messwert liefert,
- bei digitalen Messverfahren vorzugsweise durch eine Ziffernanzeige; aus einem Wertevorrat ganzer Zahlen wird eine Zahl (z. B. Zählerstand) verwendet, die zusammen mit der kleinsten Schrittweite den Messwert liefert. Z. B. bei der Zeitmessung kann gelten: 1 Ziffernschritt {\displaystyle {\mathrel {\widehat {=}}}} 0,1 ms. Dann wird aus einem Zählerstand 1234 der Messwert 123,4 ms.

Der Messwert kann auch als elektronisches Signal kommuniziert werden: Er wird dann durch ein
Analog- oder Digitalsignal
geliefert, vorzugsweise als
elektrische Spannung oder elektrischer Strom, aber auch als Zeitspanne, Anzahl von Spannungsimpulsen usw.
zur Weiterverarbeitung in einer Messkette, Steuerungs-, Regelungs- oder Datenverarbeitungsanlage. Dann wird der Messwert dem Menschen gar nicht mitgeteilt, oder erst nach Umformung oder Umrechnung wird er in ablesbare Form gebracht.

## Qualität eines Messwertes
Messwerte sind immer mit Messabweichungen behaftet. DIN 1319 unterscheidet zwischen zufälligen und systematischen Messabweichungen.
- Es kann sich um eine Messgeräteabweichung handeln, also eine Abweichung, die allein durch das Messgerät verursacht wird. Sie ist überwiegend systematischer Natur. Bei bekannter Fehlergrenze (z. B. aufgrund eines Klassenzeichens) wird man diese zusammen mit dem Messwert angeben.
- Zufällige Abweichungen, die in der Versuchsanordnung und den Messapparaturen enthalten sind (beispielsweise Rauschen in Verstärkern), können in ihrem Einfluss verringert werden durch wiederholte Messung und Fehlerrechnung. Man verwendet statt eines Einzelmesswertes den arithmetischen Mittelwert. Dessen Unsicherheit lässt sich ebenfalls ausrechnen und ist anzugeben.
- Systematische Abweichungen, die in der Versuchsanordnung und den Messapparaturen enthalten sind, müssen aus dem Messwert herausgerechnet werden, sofern sie – wenn auch schwierig – angebbar sind. Solche Abweichungen sind beispielsweise falsche Justierung (sofern nicht in der Fehlergrenze enthalten), die Veränderung des Messwertes durch Rückwirkung des Messgerätes auf den Versuchsaufbau (Spannungsmessgerät mit zu geringem Messgeräte-Innenwiderstand im Verhältnis zum Quellen-Innenwiderstand der Spannungsquelle) oder ein ungeeigneter Versuchsaufbau. Da diese Messabweichungen herauszurechnen sind, erscheinen sie nicht als Qualitätsmerkmal.
- Nicht bekannte, nur abschätzbare systematische Messabweichungen führen zu einer weiteren Komponente der Messunsicherheit, die anzugeben ist.

So ist eine Messung, die die Fallbeschleunigung zu (9,8 ± 1,0) m/s2 bestimmt, recht ungenau, da aus der Messung lediglich geschlossen werden kann, dass der wahre Wert mit einer gewissen statistischen Sicherheit im Bereich von 8,8 m/s2 bis 10,8 m/s2 liegt. Der wahre Wert ist dabei aber unbekannt. Die Tatsache, dass der Wert 9,8 m/s2 mit dem Wert aus der Literatur erstaunlich gut übereinstimmt, ist aus dem angegebenen Ergebnis nicht erkennbar.

## Randbedingungen
Je nach Umständen gehören zum Messwert weitere Angaben wie Art des Messgeräts oder die Umweltbedingungen, auch die Position der Messstelle und Datum/Uhrzeit.